# عبد علي بن ناصر بن رحمة
الشيخ عبد علي بن ناصر بن رحمة (ت. 1075 هـ). هو رجل دين وشاعر وأديب شيعي كان يسكن البصرة، وقد درس على بعض علماء الشيعة الفرس والعرب ومنهم حسن علي بن عبد الله التستري، وكثيراً ما يقع الاشتباه بينه وبين عبد علي بن رحمة الله الحويزي لتشابه الأسماء بينهما ولكونهما عاشا في نفس الفترة الزمنية.

## مؤلفاته
له ديوان شعر بالعربية، وعدد من المؤلفات ومنها:
| - الفيض العزيز في شرح مواليد الأمير. - مناهج الصواب في علم الإعراب. - الغيث الهامع في ذكر أدباء الأقاليم الرابع. - القضاء والقدر. - معارج التحقيق ومناهج التوفيق. - مواهب الفياض في الجواهر والأعراض. | - كشف النية في شرح الحكم الملوكية. - المشعشعة. رسالةٌ في العروض. - المعول في شرح شواهد المطول. - قطر الغمام في شرح كلام الملوك ملوك الكلام. - شرح مغني اللبيب. - حلي الأفاضل. هو مختصر لديوان شعره. |

### الكتب
- أعيان الشيعة. محسن الأمين، طبع بيروت - لبنان، تاريخ الطبع مفقود، منشورات دار التعارف.
- الذريعة إلى تصانيف الشيعة. آغا بزرگ الطهراني، طبع بيروت - لبنان، تاريخ الطبع مفقود، منشورات دار الأضواء.

### إشارات مرجعية
1. 1 2 3  
البغدادي، إسماعيل باشا. هدية العارفين - ج1. ص. 586. مؤرشف من الأصل في 2019-12-10.
2. 1 2  
الأمين، محسن. أعيان الشيعة - ج8. ص. 29. مؤرشف من الأصل في 2019-12-10.
3. ↑  
الطهراني، آغا بزرگ. الذريعة إلى تصانيف الشيعة - ج16. ص. 408. مؤرشف من الأصل في 2020-01-09.
4. ↑  
الطهراني، آغا بزرگ. الذريعة إلى تصانيف الشيعة - ج22. ص. 346. مؤرشف من الأصل في 2020-01-10.
5. ↑  
الطهراني، آغا بزرگ. الذريعة إلى تصانيف الشيعة - ج16. ص. 85. مؤرشف من الأصل في 2020-01-10.
6. ↑  
الطهراني، آغا بزرگ. الذريعة إلى تصانيف الشيعة - ج17. ص. 148. مؤرشف من الأصل في 2020-01-10.
7. ↑  
الطهراني، آغا بزرگ. الذريعة إلى تصانيف الشيعة - ج21. ص. 180. مؤرشف من الأصل في 2020-01-10.
8. ↑  
الطهراني، آغا بزرگ. الذريعة إلى تصانيف الشيعة - ج23. ص. 242. مؤرشف من الأصل في 2020-01-26.
9. ↑  
الطهراني، آغا بزرگ. الذريعة إلى تصانيف الشيعة - ج18. ص. 66. مؤرشف من الأصل في 2020-01-10.
10. ↑  
الطهراني، آغا بزرگ. الذريعة إلى تصانيف الشيعة - ج21. ص. 51. مؤرشف من الأصل في 2020-01-10.
11. ↑  
الطهراني، آغا بزرگ. الذريعة إلى تصانيف الشيعة - ج13. ص. 342. مؤرشف من الأصل في 2019-12-17.
12. ↑  
الطهراني، آغا بزرگ. الذريعة إلى تصانيف الشيعة - ج7. ص. 79. مؤرشف من الأصل في 2020-01-10.